# Jack Quaid
Jack Henry Quaid (Los Angeles, 24 april 1992) is een Amerikaanse acteur. Quaid is vooral bekend door zijn rol als Hughie Campbell in The Boys en als Marvel in The Hunger Games. Quaid is de zoon van acteurs Dennis Quaid en Meg Ryan.

## Carrière
In 2012 maakte Quaid zijn filmdebuut als Marvel in het eerste deel van The Hunger Games, een jaar later mocht hij met een eenmalige glimprol terugkomen in The Hunger Games: Catching Fire. In 2013 verzamelde hij met behulp van zijn fans geld in om zijn film Roadies te financieren.